# Ганно-Покровка
Га́нно-Покро́вка — село Коноплянської сільської громади в Березівському районі Одеської області в Україні. Населення становить 747 осіб.

## Історія
Під час Голодомору 1932—1933 років померло щонайменше 2 жителі села.
1 лютого 1945 село Фрілінг перейменували на село Весняне і Фрілінгську сільраду — на Веснянську.
13 червня 1950 ліквідована Веснянська сільрада, включивши с. Весняне до складу Катерино-Платонівської сільради Жовтневого р-ну (згодом с. Весняне включено в смугу с. Ганно-Покровка).

## Населення
Згідно з переписом УРСР 1989 року чисельність наявного населення села становила 724 особи, з яких 344 чоловіки та 380 жінок.
За переписом населення України 2001 року в селі мешкало 750 осіб.

### Мова
Розподіл населення за рідною мовою за даними перепису 2001 року:
| Мова       | Відсоток |
| ---------- | -------- |
| українська | 88,09 %  |
| молдовська | 5,62 %   |
| російська  | 4,55 %   |
| вірменська | 0,67 %   |
| болгарська | 0,40 %   |
| гагаузька  | 0,40 %   |
| білоруська | 0,13 %   |